# Jekyll + Hyde
Jekyll + Hyde é o quarto álbum de estúdio oficial da banda norte-americana Zac Brown Band, lançado a 28 de abril de 2015 através da Southern Ground, Big Machine Records, Republic Records. O disco estreou na primeira posição da tabela musical dos Estados Unidos, Billboard 200, com 228 mil cópias vendidas.

## Desempenho nas tabelas musicais

### Posições
| Tabela musical (2015)                     | Melhor posição |
| ----------------------------------------- | -------------- |
| Austrália - ARIA Albums Chart             | 6              |
| Canadá - Canadian Albums                  | 1              |
| Estados Unidos - Billboard 200            | 1              |
| Estados Unidos - Billboard Country Albums | 1              |
| Suíça - Schweizer Hitparade               | 66             |